# Kirkuk
Kirkuk (arabsko كركوك kurdsko کەرکووک, latinizirano: Kerkûk; sirsko ܟܪܟܘܟ, latinizirano: Kerkouk; turško Kerkük) je mesto v Iraku, ki služi kot glavno mesto guvernata Kirkuk, ki leži 238 kilometrov severno od Bagdada. Mesto je dom raznolikega prebivalstva Kurdov, iraških Turkmenov in Arabcev. Kirkuk leži na ruševinah prvotne citadele Kirkuk, ki leži blizu reke Khasa.
Kirkuk je bil leta 2010 razglašen za »prestolnico iraške kulture«. Kurdski voditelj in nekdanji iraški predsednik Džalal Talabani ga opisuje kot »Jeruzalem Kurdistana«, medtem ko ga turkmenski aktivist Fatih Salah vidi kot kulturna in zgodovinska prestolnica iraških Turkmenov. Iraška vlada navaja, da Kirkuk zaradi svoje raznolike populacije predstavlja majhno različico Iraka in da je mesto model sobivanja v državi.

## Etimologija
Starodavno ime Kirkuka je bilo huritsko Arrapha. V partskem obdobju je Ptolemaj omenil Korkuro/Corcura (starogrško Κόρκυρα), ki naj bi se nanašala na Kirkuk ali na mesto Baba Gurgur 4,5 kilometra od mesta. Od časa Selevkidskega cesarstva je bil znan kot karkā d-ḇeṯ slōḵ (sirsko ܟܪܟܐ ܕܒܝܬ ܣܠܘܟ), kar pomeni 'Citadela hiše Selevkidov' v mezopotamski aramejščini, lingua franca Rodovitnega polmeseca v tistem obdobju.
Območje okoli Kirkuka je bilo v vzhodnoaramejskih in sirsko-asirskih virih zgodovinsko znano kot Beth Garmai (sirsko ܒܝܬܓܪܡܝ). Ime Beth Garmai ali Beth Garme je morda sirskega izvora, kar pomeni 'hiša kosti', kar naj bi se nanašalo na kosti zaklanih Ahemenidov po odločilni bitki med Aleksandrom Veliki in Darejem III. na ravnicah med zgornjim Zabom in reko Dijala. Bila je ena od številnih neodvisnih neoasirskih držav, ki so cvetele v času Partskega cesarstva (150 pr. n. št.–226 n. št.).
Prav tako se domneva, da je bila ta regija v partskem in sasanidskem obdobju znana kot Garmakan, kar pomeni 'Dežela topline' ali 'Vroča dežela'. V perzijščini Garm pomeni toplo.
Po 7. stoletju so muslimanski pisci uporabljali ime Kirkheni (sirsko za "citadela")) za označevanje mesta. Drugi so uporabljali drugo različico, kot je Bajermi (popačena aramejščina B'th Garmayeh ali Jermakan (popačena perzijska Garmakan).

## Zgodovina

### Antična zgodovina
Na podlagi arheoloških najdb v jamski naselbini Šanidar se domneva, da je bil Kirkuk eden od krajev, kjer so jih živeli neandertalci. Iz več tellov v mestu so izkopali tudi veliko količino lončenine iz Ubaidskega obdobja.
Starodavna Arrapha je bila del Akadskega kraljestva Sargona Akadskega (2335–2154 pr. n. št.), mesto pa je bilo med Naram-Sinovo vladavino izpostavljeno napadom Lulubijev.
Kasneje so mesto okoli leta 2150 pr. n. št. zasedli prebivalci gorovja Zagros, ki so jih Semitski in Sumerski Mezopotamci poznali kot Gutijsko ljudstvo. Arrapha je bila prestolnica kratkotrajnega kraljestva Guti (Gutium), preden je bila uničena in Gutijce pregnala iz Mezopotamije novosumersko cesarstvo ok. 2090 pr. n. št.. Arrapha je postala del Starega asirskega cesarstva (okoli 2025–1750 pr. n. št.), preden je Hamurabi za kratek čas podvrgel Asirijo kratkotrajnemu Babilonskemu cesarstvu, po katerem je znova postala del Asirije okoli 1725 pr. n. št.
Vendar pa so do sredine 2. tisočletja pr. n. št. indoarijski Mitani iz Anatolije oblikovali vladajoči razred nad jezikovno izolirano govorečimi Huriti in se začeli širiti v Huri-Mitanijsko cesarstvo. V 1450-ih pr. n. št. so napadli Asirijo, oplenili Ašur in pod svoj nadzor prevzeli mesti Gasur in Arrapha. Od približno 1450 do 1393 pr. n. št. so asirski kralji kraljestvu Mitani plačevali davek.[29]
Srednje asirsko cesarstvo (1365–1020 pr. n. št.) je strmoglavilo Hurije-Mitane sredi 14. stoletja pr. n. št. in Arrapha je ponovno postala del Asirije. V 11. in 10. stoletju pr. n. št. je mesto postalo pomembno mesto v Asiriji do padca Novoasirskega cesarstva (911–605 pr. n. št.).
Huritsko-mitanska prevlada nad Asirijo je bila prekinjena v 1390. pr. n. št. in Arrapha je ponovno postala sestavni del Asirije s Srednjeasirskim cesarstvom (1365–1020 pr. n. št.), ki je videlo huritsko prebivalstvo pregnano iz regije. Tako je ostal v celotnem Novoasirskem cesarstvu (911–605 pr. n. št.), kjer je postal pomembno asirsko mesto.
Po padcu Asirije med letoma 612 in 599 pr. n. št. je bil še vedno sestavni del geopolitične province Asirije – Ahemenidske Asirije, Ature, Selevkidske Sirije, Asirije (rimske province) in Asuristana. V partskem in sasanidskem obdobju je bil Kirkuk glavno mesto majhne asirske države Beth Garmai (okoli 160 pr. n. št.–250 n. št.).
Mesto je za kratek čas postalo del kratkotrajnega Medijskega cesarstva, preden je padlo pod Ahemenidsko cesarstvo (546–332 pr. n. št.), kjer je bilo vključeno v provinco Atura (Ahemenidska Asirija).[33]
Kasneje je postal del Makedonskega cesarstva (332–312 pr. n. št.) in naslednik Selevkidskega cesarstva (311–150 pr. n. št.), preden je kot del Ature pripadel Partskemu cesarstvu (150 pr. n. št.–224 n. št.). Zdelo se je, da so Parti izvajali le ohlapen nadzor in med 2. stoletjem pr. n. št. in 4. stoletjem n. št. so se v regiji pojavila številna majhna novoasirska kraljestva, eno tako kraljestvo se je imenovalo "기국이 공국이", (to je Bit Garmai v sirščini), ki je imelo Arrapho za glavno mesto. V tem obdobju se je pojavilo tudi krščanstvo, pri čemer je Arrapha in njena okolica bila pod vplivom asirske vzhodne cerkve. Sasanidsko cesarstvo je uničilo ta kraljestva v 3. in zgodnjem 4. stoletju našega štetja, Arrapha pa je bila vključena v Asuristan, ki so mu vladali Sasanidi (Sasanidska Asirija).
Leta 341n. št. je zoroastrski Šapur II. ukazal poboj vseh asirskih kristjanov v Sasanidskem cesarstvu. Med preganjanjem je bilo okoli 1150 umorjenih v Arraphi. Mesto se pojavi na zemljevidu Tabula Peutingeriana tega časa. Mesto je ostalo del Sasanidskega cesarstva do islamskega osvajanja sredi 7. stoletja našega štetja.

### Islamska osvajanja Mezopotamije
Arabski muslimani so se borili proti Sasanidskemu cesarstvu v 7. stoletju našega štetja in osvojili regijo. Mesto je bilo del Abasidskega kalifata do desetega stoletja. Kirkuku in okoliškim območjem so nato  od 1014 do 1120 našega štetja vladali Kurdi Hasanvajhid & Annazid, nato pa so ga za več let prevzeli Seldžuki. Po propadu razdeljenega imperija je mesto znova prišlo pod vladavino Abasidov Sulejmana Šaha, ki je bil guverner mesta, dokler ga leta 1258 niso prevzeli Mongoli. Po mongolski invaziji je bil v regiji ustanovljen Ilkanat in mesto je postalo del tega. Ilkhanidska vladavina se je končala, ko je leta 1336 mesto prevzel Ardalan, čeprav so bili sami vazali različnih turških zvez s središčem v Perziji, ki so sledile v regiji, in sicer Kara Kojunlu in posebej Ak Kojunlu. Po bitki pri Čaldiranu leta 1514 je mesto prešlo pod nadzor emirata Soran, dokler ga leta 1694 niso prevzeli Babanidi. Leta 1851 je postalo pod neposrednim nadzorom Osmanskega cesarstva. Osmanska vladavina se je nadaljevala do prve svetovne vojne, ko je Osmane izrinil iz regije Britanski imperij.

### Britanska okupacija
Ob koncu prve svetovne vojne so 7. maja 1918 Britanci okupirali Kirkuk. Britanci so po približno dveh tednih zapustili mesto in se vrnili v Kirkuk nekaj mesecev pozneje po premirju v Mudrosu. Kirkuk se je izognil težavam, ki jih je povzročil kurdski nacionalist Mahmud Barzanji, ki je hitro poskušal strmoglaviti britanski mandat v Iraku in vzpostaviti lasten fevd v Sulejmaniji.

### Vstop v Kraljevino Irak
Ker sta tako Turčija kot Velika Britanija obupno želeli nadzor nad vilajetom Mosul (katerega del je bil Kirkuk), pogodba iz Lausanne leta 1923 ni rešila vprašanja. Zaradi tega je bilo vprašanje Mosula poslano Društvu narodov. Odbor je odpotoval na območje, preden je sprejel končno odločitev: ozemlje južno od 'bruseljske črte' je pripadalo Iraku. Z angorsko pogodbo iz leta 1926 je Kirkuk postal del Kraljevine Irak.

### Kurdska avtonomija in arabizacija
Leta 1970 je iraška vlada s kurdskim voditeljem Mustafo Barzanijem dosegla dogovor, imenovan marčni sporazum iz leta 1970, vendar je vprašanje, ali bo z nafto bogata provinca Kirkuk vključena v kurdsko avtonomno regijo, ostalo nerešeno, saj je čakalo na nov popis prebivalstva.
Kljub podpisu marčnega sporazuma so se odnosi med Kurdi in iraško vlado še naprej slabšali zaradi nerešenega statusa Kirkuka, leta 1972 pa sta bila dva poskusa atentata na Barzanija. Kot odgovor na Barzanijeve nenehne zahteve v zgodnjih 1970-ih, naj Kirkuk prizna kot del avtonomne regije v skladu s pogoji marčnega sporazuma, se je gradnja naselbin za novo prispele arabske družine drastično povečala, saj je baasistična vlada izvajala politike arabizacije, da bi povečala arabsko prebivalstvo Kirkuka. Kurdom je bilo prepovedano kupovati nepremičnine v Kirkuku, svoje nepremičnine so lahko prodali samo Arabcem. Zavrnjeno jim je bilo dovoljenje za obnovo nepremičnin, ki so potrebovale vzdrževanje, in revnim šiitskim arabskim družinam so plačali, da so se preselili v Kirkuk, medtem ko so Kurdom plačali, da so se izselili.
Pogajanja med Barzanijevo Kurdsko demokratsko stranko in iraško vlado so propadla marca 1974 in Barzani je zavrnil razglas predsednika Ahmeda Hassana al Bakra o kurdski avtonomiji. Med Kurdi in Arabci so se nadaljevali številni spori in konflikt je prerasel v drugo iraško-kurdsko vojno (imenovano tudi Barzanijev upor). Upor je propadel, potem ko je Iran umaknil svojo podporo Barzanijevim silam po Alžirskem sporazumu iz leta 1975 in režim Ba'ath je okrepil prizadevanja za arabizacijo.
Po porazu Barzanijevega upora leta 1974 sta okrožji Čemčemal in Kelar, ki sta bili del Kirkuka, postali del Sulejmanije, Kifri pa del guvernata Dijala. Druga okrožja, naseljena z Arabci, kot je Zab, so postala del Kirkuka. Kurdi, Turkmeni in krščansko prebivalstvo so bili prisilno preseljeni in nadomeščeni s Šiiti z juga Iraka. Izgoni so se nadaljevali po vstajah leta 1991. Kurdske vasi so bile porušene in zgrajenih je bilo na tisoče novih domov, vključno z najmanj 200 domovi za sorodnike iraških vojakov, ubitih med iransko-iraško vojno. Med letom 1968, ko je stranka Ba'ath prvič prevzela oblast v Iraku, in letom 2003 je bilo iz Kirkuka prisilno preseljenih med 200.000 in 300.000 oseb. Po podatkih iraškega ministrstva za načrtovanje se je do avgusta 2005 (med iraško vojno) približno 224.544 Kurdov vrnilo v Kirkuk in 52.973 Arabcev je zapustilo mesto.

### Nasilje po umiku ZDA
Avgusta 2011 so bile z bombami napadene na tri cerkve v Kirkuku. Kirkuk je 12. julija 2013 prizadela smrtonosna bomba, ki je v napadu na kavarno ubila 38 ljudi. Nekaj dni pred tem, 11. julija 2013, je bilo več kot 40 ljudi ubitih v seriji bombnih napadov in streljanja po vsem Iraku, vključno s Kirkukom.

### Kurdski nadzor (2014–2017)
12. junija 2014 se je po ofenzivi Islamske države v Severnem Iraku leta 2014, med katero je zavarovala nadzor nad Tikritom in bližnjimi območji v Siriji, iraška vojska umaknila s svojih položajev v Kirkuku, Pešmerge regionalne vlade Kurdistana pa so nato zavzele mesto.
21. oktobra 2016 je Islamska država začela več napadov v Kirkuku, da bi preusmerila iraške vojaške vire med bitko za Mosul. Priče so poročale o številnih eksplozijah in strelskih spopadih v mestu, večinoma v središču vladnega kompleksa. Najmanj 11 delavcev, vključno z več Iranci, je ubil samomorilski napadalec v elektrarni v bližnjem Dibisu. Napad je bil končan do 24. oktobra, pri čemer je bilo ubitih 74 militantov, drugi (vključno z vodjo) pa aretirani.

#### Kurdifikacija
Pod kurdskim nadzorom so turkmenski in arabski prebivalci v Kirkuku doživeli ustrahovanje, nadlegovanje in bili prisiljeni zapustiti svoje domove, da bi povečali kurdsko demografijo v Kirkuku in okrepili svoje zahteve po mestu. Več poročil organizacije Human Rights Watch podrobno opisuje zaplembo dokumentov turkmenskih in arabskih družin, ki jim preprečuje glasovanje, nakup nepremičnin in potovanje. Turkmenske prebivalce Kirkuka so pridržale kurdske sile in jih prisilile, da zapustijo mesto. Kurdske oblasti so izgnale na stotine arabskih družin iz mesta in pri tem porušile njihove domove.
Poročila Združenih narodov od leta 2006 dokumentirajo, da so kurdske oblasti in milice Pešmerge nezakonito nadzirale Kirkuk in druga sporna območja ter da so te milice ugrabile Turkmene in Arabce ter jih podvrgle mučenju.

### Nadzor iraške centralne vlade (2017–danes)
16. oktobra 2017 sta iraška nacionalna vojska in milica PMF ponovno prevzeli nadzor nad Kirkukom, ko so sile Pešmerg pobegnile iz mesta brez bojev.
Kirkuk je sporno ozemlje že približno osemdeset let. KRG je želela, da Kirkuk postane del regije Kurdistan, čemur nasprotuje arabsko in turkmensko prebivalstvo regije.
Že dolgo je bil načrtovan referendum za rešitev statusa Kirkuka po 140. členu iraške ustave.
Protikurdski nemiri so se začeli v Kirkuku po tem ko je bila stavba, ki jo je uporabljalo skupno operativno poveljstvo v Iraku, prenesena na KDP.

## Glavne znamenitosti
Starodavni arhitekturni spomeniki Kirkuka so:
- citadela Kirkuk
- Kišla iz Kirkuka je zgodovinska stavba zgrajena leta 1863 kot sedež osmanske vojske v Kirkuku
- Mošeja preroka Daniela, Kirkuk je tradicionalno grobnica svetopisemskega lika Daniela
- Kajsareja iz Kirkuka je stara tržnica

Arheološki najdišči Kal'at Džarmo in Jorgan Tepe sta na obrobju sodobnega mesta.
Arhitekturna dediščina Kirkuka je utrpela resno škodo med prvo svetovno vojno (ko so bili uničeni nekateri predmuslimanski asirski krščanski spomeniki) in nedavno med vojno v Iraku. Simon Jenkins je junija 2007 poročal, da je bilo »izgubljenih osemnajst starodavnih svetišč, deset v Kirkuku in na jugu samo v zadnjem mesecu«.